# Вінд-Ридж (Пенсільванія)
Вінд-Ридж (англ. Wind Ridge) — переписна місцевість (CDP) в США, в окрузі Грін штату Пенсільванія. Населення — 204 особи (2020).

## Географія
Вінд-Ридж розташований за координатами 39°54′40″ пн. ш. 80°25′55″ зх. д. / 39.91111° пн. ш. 80.43194° зх. д. (39.911126, -80.432008).  За даними Бюро перепису населення США в 2010 році переписна місцевість мала площу 8,15 км², уся площа — суходіл.

## Демографія
Згідно з переписом 2010 року, у переписній місцевості мешкало 215 осіб у 98 домогосподарствах у складі 60 родин. Густота населення становила 26 осіб/км².  Було 112 помешкання (14/км²).
Расовий склад населення:
| - 99,5 % — білих |

До двох чи більше рас належало 0,5 %. Частка іспаномовних становила 0,0 % від усіх жителів.
За віковим діапазоном населення розподілялося таким чином: 20,5 % — особи молодші 18 років, 65,1 % — особи у віці 18—64 років, 14,4 % — особи у віці 65 років та старші. Медіана віку мешканця становила 41,6 року. На 100 осіб жіночої статі у переписній місцевості припадало 92,0 чоловіків;  на 100 жінок у віці від 18 років та старших — 98,8 чоловіків також старших 18 років.
Середній дохід на одне домашнє господарство  становив 86 115 доларів США (медіана — 50 714), а середній дохід на одну сім'ю — 108 098 доларів (медіана — 35 000). За межею бідності перебувало 4,9 % осіб, у тому числі 4,1 % дітей у віці до 18 років та 0,0 % осіб у віці 65 років та старших.
Цивільне працевлаштоване населення становило 85 осіб. Основні галузі зайнятості: освіта, охорона здоров'я та соціальна допомога — 25,9 %, будівництво — 21,2 %, сільське господарство, лісництво, риболовля — 17,6 %, науковці, спеціалісти, менеджери — 14,1 %.